# Лауреаты Премии Правительства Российской Федерации в области образования (2014)
 Лауреаты Премии Правительства Российской Федерации в области образования 2014 года — перечень 66 награждённых правительственной наградой Российской Федерации, присужденной за достижения в образовательной деятельности. Среди лауреатов — авторы научно-практических разработок, создатели учебных программ для системы общего и профессионального образования, учебно-методических пособий в разных областях образования — 2 академика, 4 члена-корреспондента РАН, 4 доктора наук, 20 кандидатов наук, 38 профессоров, 14 доцентов.

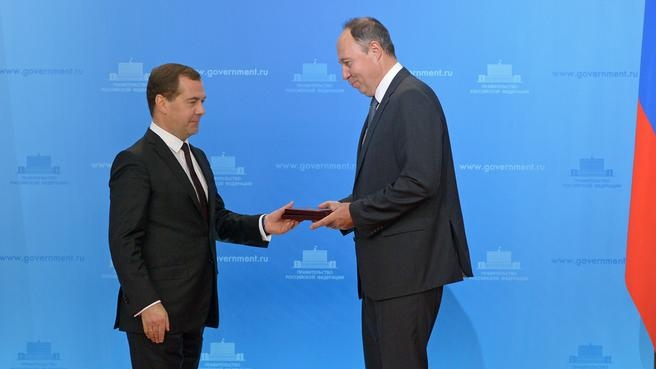
Вручение премии Правительства РФ в области образования К.А.
Неусыпину

Лауреаты определены Распоряжением Правительства РФ от 31 июля 2014 года № 1438-р на основании решения Межведомственного совета по присуждению премий Правительства в области образования.

## О Премии
Премия учреждена постановлением Правительства РФ от 28 августа 2013 года N 744 в целях развития образования, создания эффективных технологий обучения и совершенствования системы премирования. Учреждено десять ежегодных премий в области образования в размере 2 млн рублей каждая.

## Лауреаты и другая информация
1. Александрову Анатолию Александровичу, доктору технических наук, профессору, ректору федерального государственного бюджетного образовательного учреждения высшего профессионального образования «Московский государственный технический университет имени Н. Э. Баумана», Микрину Евгению Анатольевичу, заведующему кафедрой, академику Российской академии наук, Пролетарскому Андрею Викторовичу, декану факультета, Неусыпину Константину Авенировичу, докторам технических наук, профессорам, Падалкину Борису Васильевичу, кандидату технических наук, Поповичу Леониду Григорьевичу, доктору экономических наук, доценту, проректорам, — работникам того же учреждения; Шаркову Антону Анатольевичу, заместителю директора общества с ограниченной ответственностью «Единый центр трудоустройства», Шумовой Татьяне Ренатовне, кандидату педагогических наук, старшему специалисту, — работнику того же общества; Гришину Дмитрию Сергеевичу, президенту общества с ограниченной ответственностью «Мэйл. Ру»; Нагаевой Ирине Александровне, кандидату педагогических наук, доценту негосударственного образовательного учреждения высшего профессионального образования «Институт государственного управления, права и инновационных технологий» — за научно-практическую разработку «Концепция комплексного непрерывного инженерного образования с использованием инновационных информационных технологий».
2. Кудрявцеву Юрию Михайловичу, доктору педагогических наук, профессору федерального государственного казенного военного образовательного учреждения высшего профессионального образования "Военный учебно-научный центр Сухопутных войск «Общевойсковая академия Вооруженных Сил Российской Федерации» (филиал, г. Казань), Уткину Василию Евгеньевичу, доктору педагогических наук, профессору, — работнику того же учреждения, — за научно-практическую разработку «Превентивная педагогика и психология: теория и практика».
3. Филачеву Анатолию Михайловичу, доктору технических наук, профессору, члену-корреспонденту Российской академии наук, генеральному директору открытого акционерного общества "НПО «Орион», Дирочке Александру Ивановичу, ученому секретарю, Пономаренко Владимиру Павловичу, главному конструктору, докторам физико-математических наук, — работникам того же общества; Таубкину Игорю Исааковичу, Тришенкову Михаилу Алексеевичу, докторам технических наук, профессорам; Латышеву Александру Васильевичу, доктору физико-математических наук, профессору, члену-корреспонденту Российской академии наук, директору федерального государственного бюджетного учреждения науки Институт физики полупроводников им. А. В. Ржанова Сибирского отделения Российской академии наук, Двуреченскому Анатолию Васильевичу, доктору физико-математических наук, профессору, члену-корреспонденту Российской академии наук, заместителю директора, — работнику того же учреждения; Тарасову Виктору Васильевичу, доктору технических наук, генеральному директору открытого акционерного общества "Центральный научно-исследовательский институт «ЦИКЛОН»; Федорову Анатолию Валентиновичу, доктору физико-математических наук, профессору, заведующему кафедрой федерального государственного бюджетного образовательного учреждения высшего профессионального образования «Санкт-Петербургский национальный исследовательский университет информационных технологий, механики и оптики»; Якушенкову Юрию Григорьевичу, доктору технических наук, профессору, заведующему кафедрой федерального государственного бюджетного образовательного учреждения высшего профессионального образования «Московский государственный университет геодезии и картографии», — за научно-практическую разработку «Разработка и внедрение образовательной системы подготовки высококвалифицированных кадров по оптоэлектронике».
4. Мошетовой Ларисе Константиновне, доктору медицинских наук, профессору, академику Российской академии медицинских наук, ректору государственного бюджетного образовательного учреждения дополнительного профессионального образования «Российская медицинская академия последипломного образования» Министерства здравоохранения Российской Федерации, Астаниной Светлане Юрьевне, кандидату педагогических наук, начальнику учебно-методического управления, Джинджихадзе Ревазу Семеновичу, Кузнецову Алексею Михайловичу, Пучкову Виктору Леонидовичу, кандидатам медицинских наук, доцентам, Баскову Андрею Владимировичу, Древалю Олегу Николаевичу, заведующему кафедрой, Лазареву Валерию Александровичу, Цуладзе Ираклию Ильичу, Шагиняну Гие Гарегиновичу, докторам медицинских наук, профессорам, работникам того же учреждения, — за работу «Разработка и внедрение эффективных технологий обучения врачей по специальности „Нейрохирургия“ в системе непрерывного профессионального медицинского образования».
5. Лайшеву Ренату Алексеевичу, кандидату педагогических наук, генеральному директору государственного бюджетного общеобразовательного учреждения города Москвы "Центр спорта и образования «Самбо-70» Департамента физической культуры и спорта города Москвы; Гурьеву Андрею Андреевичу, кандидату экономических наук, генеральному директору открытого акционерного общества «ФосАгро»; Коршунову Алексею Владимировичу, кандидату социологических наук; Шашкову Андрею Анатольевичу, кандидату педагогических наук, директору государственного бюджетного образовательного учреждения Московского городского Дворца детского (юношеского) творчества, — за работу «Психолого-педагогическое сопровождение тренировочной деятельности в детско-юношеском и молодёжном спорте».
6. Гусеву Борису Владимировичу, доктору технических наук, профессору, члену-корреспонденту Российской академии наук, заведующему кафедрой федерального государственного бюджетного образовательного учреждения высшего профессионального образования «Московский государственный университет путей сообщения», Виноградову Валентину Васильевичу, Круглову Валерию Михайловичу, проректорам, Иванченко Игорю Иосифовичу, Шепитько Таисии Васильевне, директору Института пути, строительства и сооружений, докторам технических наук, профессорам, Скрябиной Татьяне Александровне, доценту, Спиридонову Эрнсту Серафимовичу, профессору, заведующему кафедрой, кандидатам технических наук, — работникам того же учреждения; Верескуну Владимиру Дмитриевичу, доктору технических наук, ректору федерального государственного бюджетного образовательного учреждения высшего профессионального образования «Ростовский государственный университет путей сообщения»; Ледяеву Александру Петровичу, доктору технических наук, профессору, проректору федерального государственного бюджетного образовательного учреждения высшего профессионального образования «Петербургский государственный университет путей сообщения», — за работу «Научные, учебные и методические разработки по оптимизации и развитию сети железных дорог, строительству и управлению транспортными инфраструктурами для целевой подготовки высококвалифицированных специалистов».
7. Клюшину Владимиру Леонидовичу, кандидату физико-математических наук, профессору федерального государственного бюджетного образовательного учреждения высшего профессионального образования «Российский университет дружбы народов»; Геворкяну Павлу Самвеловичу, доктору физико-математических наук, профессору, заведующему кафедрой образовательного учреждения профсоюзов высшего профессионального образования «Академия труда и социальных отношений»; Четыркину Евгению Михайловичу, доктору экономических наук, профессору, главному научному сотруднику федерального государственного бюджетного учреждения науки «Институт мировой экономики и международных отношений Российской академии наук», — за работу «Создание комплекса учебников и учебных пособий по математическим дисциплинам для экономических специальностей вузов».
8. Груздеву Николаю Михайловичу, доктору военных наук, профессору Военного института (военно-морской) федерального государственного казенного военного образовательного учреждения высшего профессионального образования "Военный учебно-научный центр Военно-Морского Флота «Военно-морская академия имени Адмирала Флота Советского Союза Н. Г. Кузнецова», — за монографию «Корреляция в навигации».
9. Лебедевой Марине Михайловне, доктору политических наук, профессору, заведующей кафедрой федерального государственного бюджетного образовательного учреждения высшего профессионального образования «Московский государственный институт международных отношений (университет) Министерства иностранных дел Российской Федерации», Алексеевой Татьяне Александровне, доктору философских наук, профессору, заведующей кафедрой, Боришполец Ксении Петровне, кандидату политических наук, профессору, Воскресенскому Алексею Дмитриевичу, доктору политических наук, профессору, декану факультета, Мальгину Артему Владимировичу, кандидату политических наук, доценту, проректору, Наринскому Михаилу Матвеевичу, доктору исторических наук, профессору, заведующему кафедрой, Чечевишникову Александру Леонидовичу, кандидату исторических наук, доценту, заместителю директора Института международных исследований, — работникам того же учреждения, — за комплекс учебных и научно-образовательных изданий по международным отношениям.
10. Савиных Виктору Петровичу, доктору технических наук, профессору, президенту федерального государственного бюджетного образовательного учреждения высшего профессионального образования «Московский государственный университет геодезии и картографии», Верещаке Тамаре Васильевне, заведующей кафедрой, Малинникову Василию Александровичу, Чибуничеву Александру Георгиевичу, проректорам, Цветкову Виктору Яковлевичу, советнику ректора, Ямбаеву Харьесу Каюмовичу, докторам технических наук, профессорам, Голубеву Владимиру Викторовичу, Шлапаку Василию Викторовичу, деканам факультетов, Запрягаевой Людмиле Алексеевне, профессору, кандидатам технических наук, доцентам, — работникам того же учреждения; Ивановой Лилии Георгиевне — за работу «Учебное, информационно-справочное издание „Геодезия, картография, геоинформатика, кадастр“: Энциклопедия в 2-х томах».